# Haruomi Hosono
Pour les articles homonymes, voir Hosono.
Haruomi Hosono (細野 晴臣, Hosono Haruomi), né le 9 juillet 1947 à Minato (Tokyo), parfois crédité sous le nom de « Harry Hosono », est un musicien, chanteur, auteur-compositeur et producteur japonais. Parfois considéré comme l'un des musiciens les plus influents de l'histoire de la musique pop japonaise, son travail a inspiré des genres tel que la city pop ou le Shibuya-kei. Connu comme le leader du groupe Yellow Magic Orchestra, il a contribué au développement de nombreux genres issus de la musique électronique.

## Biographie

### Premiers albums
Petit-fils de Masabumi Hosono, unique passager japonais et survivant au naufrage du Titanic, Hosono se fait vite remarquer en tant que bassiste dans le groupe de rock psychédélique Apryl Fool au côté du batteur Takashi Matsumoto. Le groupe ne sortira qu'un seul album nommé The Apry Fool en 1969.
Après cette collaboration, Hosono et Matsumoto iront fonder le groupe de folk rock Happy End avec Eiichi Ohtaki (ja)  et Shigeru Suzuki. Le groupe publiera un premier album はっぴいえんど (Happy End) en 1971, connu pour être l'un des premiers albums de rock japonais chanté en langue japonaise. Le groupe sortira un second album Kazemachi Roman, en 1972, puis un troisième album, intitulé Happy End (cette fois écrit en alphabet latin) entièrement enregistré à Los Angeles et édité par le label King Records. Cette aventure américaine ne plaira pas à Hosono, et le groupe annoncera sa séparation le 31 décembre 1972, un mois avant la publication de l'album en février 1973. Une des chansons composée pour le second album, Kaze wo Atsumete (1971) est apparue sur la bande originale du film Lost in Translation.
Après la séparation du groupe Happy End et la sortie d'un album solo nommé Hosono House, Hosono reforme en 1974 un groupe de musique exotica nommé Tin Pan Alley avec Shigeru Suzuki et plusieurs artistes indépendants. Il publie durant cette période plusieurs albums solos d'exotica comme Tropical Dandy (1975) Bon Voyage co. (1976) et Paraiso (1978). C'est à l'occasion de cet album qu'il invite Ryuichi Sakamoto et Yukihiro Takahashi à participer à son album et qu'il utilise pour la première fois des synthétiseurs Yamaha CS-80 et ARP Odyssey. L'album est signé "Harry Hosono and the Yellow Magic Band". En 1978, le trio travaille sur un album commun nommé Pacific avant d'officiellement se former sous le nom de Yellow Magic Orchestra.

### Tournant de la musique électronique
Dès les années 1970, Hosono se passionne pour l'essor de la musique électronique. Ainsi, il joue de la contrebasse électrique sur des albums rock électronique comme Ice World (1973) de Inoue Yousui ou l'album Benzaiten (1974) de Osamu Kitajima,.
En 1978, très inspiré par un voyage en Inde, il sort une bande-son de musique électronique pour un film bollywoodien fictif nommé Cochin Moon en collaboration avec l'artiste Tadanori Yokoo et les membres de Yellow Magic Orchestra Ryuichi Sakamoto et Hideki Matsutake. L'album est une fusion expérimentale entre la musique indienne typique de Ravi Shankar et la musique électronique, notamment un morceau de "synth raga" nommé "Hum Ghar Sajan" (inspiré d'une citation de Guru Granth Sahib). La même année, il contribue à la chanson de Ryuchiki Sakamoto "1000 Knives" sur l'album de celui-ci Thousand Knives dans laquelle il mélange la musique électronique et la musique japonaise traditionnelle.
Les premiers albums du Yellow Magic Orchestra montre l'intérêt du groupe pour la musique de jeux vidéo, leur premier album contenant déjà des bruitages de borne d'arcade et de jeux électronique. Le groupe reste très actif de 1979 à 1983. En 1984, Hosono sort Video Game Music, un album remixant des musiques de jeux d'arcade édités par Namco et qui constitue l'un des premiers albums de musique chiptune,.
Durant les années 1980 il multiplie les collaborations pour d'autres chanteurs et compose un morceau nommé Kaze no Tani no Naushika pour le film d'Hayao Miyazaki, Nausicaä de la Vallée du Vent avec la participation de la chanteuse et actrice 
Narumi Yasuda. En 1985, il compose la bande originale du dessin animé japonais Ginga Tetsudō no Yoru (Night on the Galactic Railroad.) Il sort aussi plusieurs albums de musique électronique expérimentales se rapprochant du genre de l'ambient comme Hana ni mizu Paradise View ou Mercuric Dance ainsi qu'un LP intitulé ironiquement Making of NON-STANDARD MUSIC (Faire de la musique non standard).

### Multiplication des projets
À la fin des années 1980 et au début des années 1990, Hosono se tourne vers la world music qu'il mélange avec de l'électro et commence à travailler avec des artistes internationaux  comme Amina Annabi.
En 1990, il crée le label Daisyworld afin de publier un très grand nombre d'artistes expérimentaux du Japon et du reste du monde. Hosono collabore à une grande partie des projets comme World Standard, a trip into Americana et fait partie d'un très grand nombre de groupe éphémères comme Friends of Earth (ou F.O.E.) où il combine la funk et la techno mais aussi HAT (l'accronyme de Hosono, Atom Heart et Tetsu Inoue) Quiet Logic (avec Mixmaster Morris et Jonah Sharp) ou en 1995 Love, Peace & Trance (avec Mimori Yusa ("Love"), Miyako Koda ("Peace"), et Mishio Ogawa ("Trance")). Au sein de F.O.E. il est connu pour avoir effectué un remake de la chanson Sex Machine en collaboration avec James Brown et Maceo Parker.
En parallèle, Hosono continue de publier des albums d'ambient ( Medicine Compilation - From The Quiet Lodge, Mental Sports Mixes en 1993, Naga et N.D.E. en 1995) voire de techno (Interpieces Organization en 1996) et The Orb remixera une partie de ses morceaux, notamment "Hope You Choke on Your Whalemeat".

### Reconnaissance internationale
En 2002, Haruomi Hosono forme le duo Sketch Show avec son ancien partenaire de Yellow Magic Orchestra Yukihiro Takahashi. Ils sortiront deux albums Audio Sponge et Loophole. Ce second album s'exportera en Angleterre. Avec le retour du troisième membre de YMO  Ryuichi Sakamoto le duo forme un nouveau groupe sous le nom de Human Audio Sponge.
Au printemps 2007, un collectif d'artiste (dont font partie Takahishi et Sakamoto) décide de rendre hommage à Hosono avec un album double CD intitulé Tribute to Haruomi. La même année, il sort avec The World Shyness un album de reprise de jazz à la guitare nommé Flying Saucer 1947 et s'occupe de la supervision de la bande originale du film d'animation Appleseed Ex Machina. En mars 2008, il reçoit le Prix du ministre de l'éducation en sciences et technologie 2007[réf. nécessaire]. Après un concert au De La Fantasia Festival en septembre 2010, Hosono sort un album de folk nommé HoSoNoVa le 20 avril 2011, avant de sortir, deux ans plus tard, un album de reprises de standards intitulé Heavenly Music.
En mai 2018, Light in the Attic Records réimprime des versions CD des 5 premiers albums d'Hosono Hosono House, Cochin Moon, Paraiso, Philharmony et omni Sight Seeing et vend pour la première fois de ces albums en dehors du Japon. En juin 2018, Hosono joue alors pour la première fois une série de concerts en solo en Angleterre, le dernier concert, au Barbican Centre sera donné conjointement avec les anciens membres de YMO.
En 2019, un film documentaire appelé No Smoking est réalisé pour retracer les cinquante ans de sa carrière, ainsi qu'une tournée aux États-Unis de mai à juin 2019, qui fait l'objet d'un autre documentaire, Sayonara America. À l'automne 2019, une exposition sur la carrière d'Hosono ("Hosono Sightseeing") prend place au Tokyo Sky View dans les Roppongi Hills Mori Tower. À cette occasion, Hosono sort une version remixée et réarrangée de son premier album Hosono House sous le titre de Hochono House.
En 2022, le chanteur britannique Harry Styles nomme son album Harry's House en hommage à l'album Hosono House d'Hosono.

## Discographie

### Groupes

#### Apryl Fool
- Apryl Fool (1969)

#### Happy End
- Albums Studio : 
  - Happy End (1970)
  - Kazemachiroman (1971)
  - Happy End (1973)

- Albums Live :
  - Live!! Happy End (1974)
  - Greeeatest Live! On Stage (1995)
  - Happy End Live On Stage (1995)

#### Tin Pan Alley[18]
- Albums Studio :
  - キャラメル・ママ (Caramel Mama) (1975)
  - Harry Hosono and Tin Pan Alley in Chinatown (1976)
  - Our Connection (Avec Ayumi Ishida) (1977)
  - Tin Pan Alley 2 (1977)
  - Norio Maeda Meets Tin Pan Alley (1977)
  - メルヘン・ポップ (Marchen Pop) (1979)
  - Tin Pan  (2000)

- Albums Live :
  - Satogaeru Concert (avec Akiko Yano) (2015)
  -  Satogaeru Concert (Part II) (avec Akiko Yano) (2016)

#### Yellow Magic Orchestra
- Albums Studio :
  - Yellow Magic Orchestra (1978)
  - Solid State Survivor (1979)
  - X∞ Multiplies (1980)
  - BGM (1981)
  - Technodelic (1981)
  - Naughty Boys (1983)
  - Naughty Boys Instrumental (1983)
  - Service (1983)
  - Technodon (1993)

- Albums Live :
  - Faker Holic YMO World Tour Live (1979)
  - Public Pressure (1980)
  - After Service (1984)
  - One More YMO : The Best of YMO Live (2001)
  - Gijon YMO - Live in Gijon 19.6 08 (2008)
  - London YMO - Live in London (2008)

- Compilations :
  - YMO Go Home! : The Best of Yellow Magic Orchestra (2000)
  - UC YMO : Ultimate Collection of Yellow Magic Orchestra (2003)
  - L-R TRAX Live & Rare Tracks (2005)
  - YMO (2011)

#### Testpattern
- Après-Midi (1982)

#### Friend of Earth (F.O.E.)
- Sex, Energy And Star (1986)
- Return Of F.O.E (1993)

#### HIS
- 日本の人 (1991)

#### Love, Peace & Trance
- Love, Peace & Trance (1995)

#### Swing Slow
- Swing Slow (1996)

#### HAT
- Tokyo - Frankfurt - New York (1996)
- DSP-Holiday (1998)

#### Sketch Show
- Audio Sponge (2002)
- Loophole (2003)

#### Human Audio Sponge
- Live In Barcelona - Tokyo  (2006)

### Collectifs
- Pacific (1978)
- The Aegean Sea (1979)
- CBS/Sony Sound Image Series - Vol. 1 – Island Music (1983)
- CBS/Sony Sound Image Series - Vol. 2 – Off Shore (1983)
- On The Beach (1985)
- Goku (1995)

### Bandes originales
- Evening Primrose (1974, bande originale de film)
- Summer Secret (1982, bande originale de film)
- Watering a Flower (1983, musique de fond du supermarché Muji)
- Video Game Music (1984) (Sons tirés des jeux de songs  Namco réarrangés par  Hosono)
- Coincidental Music (1985, compilation de musiques créées pour différents projets)
- Ginga Tetsudou no Yoru/Night on the Galactic Railroad (1985, bande originale de film)
- Paradise View (1985, bande originale de film)
- Promesse (1986, bande originale de film)
- Jazz Daimyō (1986, bande originale de film)
- The Tale of Genji (源氏物語, Genji Monogatari?) (1987, bande originale de film)
- Hoshi wo Tsugumono (1990, bande originale de film)
- Southern Winds (1993, bande originale de film)
- Melon Brains: Exploring The Mind Of The Dolphin (1994, Bande originale de film interactif)
- Why Dogs Don't Talk Anymore (だから犬はほえる, Dakara Inu wa Hoeru?) (1996, musique vendu en CD avec le livre du même nom)
- On the Way (2000, bande originale de film)
- Lattice 200ec7 (2000, bande originale de jeu vidéo)
- La Maison de Himiko (2005, bande originale de film)
- Ex Machina  (2007, bande originale de film, supervision des morceaux)
- Shoplifters[19] (2018, bande originale de film)

### Albums Solos
- Compositions originales : 
  - Hosono House (1973)
  - Tropical Dandy (1975)
  - Bon Voyage Co. (1976) (sous le nom de « Harry "The Crown" Hosono »)
  - Paraiso (1978)
  - Cochin Moon (1978)
  - Philharmony (1982)
  - S-F-X (avec F.O.E.) (1984)
  - Hana ni mizu (花に水) (1984)
  - The Endless Talking (1985)
  - Mercuric Dance (1985)
  - Monad (Sightseeing Music) (1985)
  - Omni Sight Seeing (1989)
  - Medicine Compilation - From The Quiet Lodge (1993)
  - Mental Sports Mixes (1993)
  - N . D . E (1995)
  - Good Sport (1995)
  - Naga (Music For Monsoon) (1995)
  - Interpieces Organization (1996)
  - Road to Louisiana (1999) (avec Mac Kubota sous le nom de "Harry and Mac")
  - Flying Saucer 1947 (2007) (avec The World Shyness sous le nom de « Harry Hosono »)
  - HoSoNoVa (2011)
  - Heavenly Music (2013)
  - Vu Jà Dé (2017)
  - Hochono House (2019)

- Live : 
  - Hosono Haruomi Live in US 2019 (2021)

- Compilations :
  - Hosono Box 1969–2000 (2000, Daisyworld)
  - Harry Hosono Crown Years 1974–1977 (2007)

### Travaux de commande
- Pour Imokin Trio (イモ欽トリオ) :

High School Lullaby (ハイスクールララバイ) (1981)
Teardrop Tanteidan (ティアドロップ探偵団) (1982)
- Pour Miki Fujimura :

仏蘭西映画
夢・恋・人 (1983)
妖星傅
春 Mon Amour
- Pour Yoshie Kashiwabara :

Shiawase Ondo (しあわせ音頭) (1982)
- Pour  Starbow :

Heartbreak Taiyōzoku (ハートブレイク太陽族) (1982)
- Pour Kuniko Yamada:

Tetsugaku Shiyō (哲学しよう) (1982)
- Pour Kumiko Yamashita :

赤道小町ドキッ (1982)
Teenage Eagles (1983)
- Pour Kawakamisan to Nagashimasan :

きたかチョーさんまってたドン (1983)
- Pour Miki Matsubara :

Paradise Beach (Sophie's Theme) (パラダイス ビーチ(ソフィーのテーマ), Paradaisu Biichi (Sofii no Teema)) (1983)
- Pour Seiko Matsuda :

Tegoku no Kiss/Wagamama na Kataomoi (天国のキッス／わがままな片想い) (1983)
Glass no Ringo (ガラスの林檎) (1983)
Pink no Mozart (ピンクのモーツァルト) (1984)
- Pour Shin'ichi Mori :

New York Monogatari (紐育物語) (1983)
Whiskey Iro no Machi de (ウイスキー色の街で)
- Pour Akina Nakamori :

Kinku (禁区) (1983)
- Pour Apogee & Perigee (Jun Togawa, Yuji Miyake, etc.):

Getsusekai Ryokou (月世界旅行) (1984, Alfa)
Shinkuu Kiss (真空キッス) (1984, Alfa)
- Pour Jun Togawa :

玉姫様 (1984)
- Avec Narumi Yasuda :

Kaze no Tani no Nausicaä (風の谷のナウシカ, Kaze no Tani no Naushika, Nausicaä de la Vallée du Vent) - Chansons finale (1984)
- Pour "NHK News Today"

Theme de l'émission (1988, NHK TV)
- Pour Chisato Moritaka :

Miracle Light (ミラクルライト) (1997, zetima)
Kotoshi no Natsu wa More Better (今年の夏はモアベター, This Summer Will Be More Better) – Writing, Performance, Production (1998, zetima)
- Pour Chappie :

Tanabata no Yoru Kimi ni Aitai (七夕の夜、君に逢いたい) (1999)
- Pour Masatō Ibu :

Datte, Hormone Love (だって、ホルモンラブ)

### Albums Hommage
- Tribute to Haruomi (2007)
- Tribute to Haruomi Hosono 2 (2008)

## Cinéma

### Acteur
- La Taverne Chōji (1983) : Sano
- Propaganda: A Y.M.O. Film (1984) : lui-même
- Paradise view (1985)
- Shigatsu no Sakana (1985)
- Binetsu Shōnen (1987)
- La Ballade de l'impossible (2010) : Vendeur de disque
- L'Île aux chiens (2018) : Scrap (doublage japonais)[20]
- They Say Nothing Stays the Same (2019)
- No Smoking (2019)[21] : lui-même
- Bullets, Bones and Blocked Noses (2021, TV miniseries) : Coiffeur[22]